# Crayenborgh college
Het Crayenborgh College is de honours class van het Instituut voor Geschiedenis van de Nederlandse Universiteit Leiden. Het college werd in 1994 voor de eerste maal gegeven en is door de historicus Leonard Blussé in Nederland geïntroduceerd nadat hij in 1992/1993 een jaar aan Princeton University verbonden was geweest. Het college is vernoemd naar de woning van de eerste sponsor van het college, dr. Arend de Roever: het Crayenborgh in Haarlem (de oude burgemeesterswoning aan het Spaarne). Het Crayenborgh College heeft aan de basis gestaan van de verdere introductie van zogeheten honours onderwijs aan de Nederlandse universiteiten. Jaarlijks staat er tijdens circa 12 bijeenkomsten met binnenlandse en buitenlandse vakspecialisten een historisch thema centraal tijdens de collegereeks. Thema's in de voorgaande edities waren:
- 1994: Naties en Nationalisme
- 1995: Het wonder van Europa
- 1996: De val van imperia
- 1997: Religie en macht
- 1998: Oost en West
- 1999: Revoluties en omwentelingen
- 2000: Steden en metropolen
- 2001: Oorlog en vrede
- 2002: Historische personen en biografieën
- 2003: Misdaad en straf
- 2004: Alliances and leagues of nations
- 2005: Europe and Islam
- 2006: Demografie en migratie
- 2007: Human agency and the natural environment within the context of global history.
- 2008: Memory, Oblivion, History